# Афера Томаса Крауна (фільм, 1999)
«Афера Томаса Крауна» (англ. The Thomas Crown Affair) — американський фільм-детектив 1999 року, знятий режисером Джоном МакТірнаном. Фільм — ремейк однойменного фільму 1968.

## Сюжет
Злодії проникають до Метрополітен-музею на справжньому троянському коні, готуючись викрасти цілу галерею картин, але їх затримують. У цій метушні мільярдер Томас Краун - таємний організатор злочину - викрадає картину Моне "Сан-Джорджо Маджоре в сутінках". Детектив поліції Нью-Йорка Майкл МакКенн очолює розслідування крадіжки картини вартістю 100 мільйонів доларів, заручившись небажаною допомогою страхового слідчого Кетрін Баннінг.
Краун позичає Піссарро, щоб заповнити місце Моне в музеї, і потрапляє під підозру Баннінг. Вона вмовляє МакКенна почати стеження за Крауном, зробивши висновок, що багатим плейбоєм керують не гроші, а сам азарт злочину. Баннінг приймає запрошення Крауна на вечерю[6]. Перед побаченням терапевт Крауна слушно припускає, що в особі Баннінга він знайшов "гідного супротивника".
За вечерею Баннінг робить копію ключів Крауна; вона та її команда обшукують його будинок і знаходять Моне, який виявляється глузливою імітацією, намальованою поверх копії картини "Покерна симпатія" із серії "Собаки грають у покер". Баннінг стикається з Крауном, і вони піддаються взаємному потягу, проводячи разом пристрасну ніч.
Баннінг і Краун продовжують свою гру в кішки-мишки та побачення, незважаючи на стеження МакКенна. Супроводжуючи Крауна в поїздці на Мартиніку, Беннінг розуміє, що той готується до втечі, але відкидає його пропозицію приєднатися до нього, коли прийде час. МакКенн показує Баннінгу фотографії Крауна з іншою жінкою, Анною, що ускладнює його ставлення до справи та її головного підозрюваного. Баннінг і МакКенн з'ясовують, що підробка Моне насправді є майстерною підробкою, яку міг намалювати лише той, хто мав доступ до оригіналу; вони відвідують найімовірнішого фальсифікатора, Генріха Кнутхорна, у в'язниці, але безрезультатно, хоча мова його тіла підказує їм, що він впізнає роботу.
Пізніше Беннінг застає Крауна, який пакує свої речі разом з Анною. Він обіцяє Баннінгу, що його цікавить лише вона, заявляючи, що Анна працює на нього, але він би скомпрометував її, якби дізнався про природу їхнього зв'язку. Краун пропонує повернути Моне, повісивши його назад на стіну музею, і призначає Баннінгу час і місце зустрічі, коли він закінчить роботу. Баннінг зі сльозами на очах йде і повідомляє про це МакКенну.
Наступного дня поліція стежить за музеєм, очікуючи на арешт Крауна. Від МакКенна Беннінг дізнається, що підробку Моне намалювала Анна, а ув'язнений фальсифікатор Кнутцхорн - її батько, колишній бізнес-партнер Крауна, який став її опікуном. Краун приїжджає і оголошує про свою позицію у вестибюлі. Незабаром поліція розуміє, що Краун очікував, що Баннінг його здасть, і що він підготував ще одну змову. Перш ніж поліція встигає його затримати, Краун швидко розчиняється в натовпі за допомогою двійників у котелках а-ля "Син Людський" Магрітта. Втікаючи від офіцерів, Краун випускає димові шашки і вмикає пожежну сигналізацію, запускаючи спринклерні установки музею. Подарована ним картина Піссарро, що висить на місці Моне, змивається водою, відкриваючи справжнього Моне.
Гра Крауна стає зрозумілою: викравши Моне, Краун наказав Анні підробити Піссарро і "повернути" його до музею. Однак тепер Краун зник з іншою картиною - тією, яку, за словами Баннінга, вона обрала б замість Моне. Після повернення Моне Баннінг вважає, що її роль у цій справі завершена; друга зникла картина не покривається її роботодавцем. МакКенн ненадовго зупиняє Баннінг, щоб випитати у неї все, що вона може знати, але зізнається, що відтоді йому вже байдуже, спіймають вони Крауна чи ні, і прощається з нею. Після цього Беннінг поспішає на місце зустрічі з Крауном, але знаходить там лише кур'єра в капелюсі-котелку, який доставляє їй щойно викрадену картину. Пригнічена, Баннінг відсилає картину МакКенну і сідає на літак до Лондона. На своєму місці після зльоту вона починає плакати, коли рука з сусіднього ряду простягає їй хустинку і пропонує заспокоїти. Впізнавши погано замаскований голос пасажира, вона обертається і бачить Крауна, який сидить позаду неї, і вони пристрасно возз'єднуються.

## Ролі

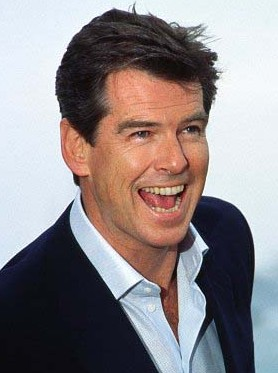
Пірс Броснан

| Актор          | Роль                                |
| -------------- | ----------------------------------- |
| Пірс Броснан   | Томас Краун                         |
| Рене Руссо     | Кетрін Бенінг                       |
| Деніс Лірі     | детектив Майкл Маккен               |
| Френкі Фейзон  | детектив Паретта                    |
| Бен Газзара    | Андрю Уоласс, адвокат Томаса Крауна |
| Естер Каньядас | Анна Кнутцхорн                      |
| Марк Марголіс  | Генріх Кнутцхорн                    |
| Фей Данауей    | психоаналітик                       |

## Знімальна група
- Режисер — Джон МакТірнан
- Сценарист — Леслі Діксон
- Продюсер — Майкл Тадросс, Пірс Броснан, Бо Ст. Клер
- Композитор — Білл Конті

## Виробництво
Спочатку режисер Джон МакТірнан був недоступний для проекту. Пірс Броснан та його колеги-продюсери розглядали кілька режисерів (зокрема Майка Ньюелла, Ендрю Девіса, Роджера Дональдсона), перш ніж повернулися до свого початкового вибору[9]. Потім МакТірнан отримав сценарій і додав до постановки власні ідеї[10].

### Зміни до сценарію
Після того, як МакТірнан приєднався до проекту, він змінив тему центрального пограбування та низку ключових сцен. МакТірнан вважав, що сучасна аудиторія буде менш пробачливою до Томаса Крауна, якщо він інсценує два збройних пограбування банку заради розваги, як це зробив МакКвін в оригіналі, замість того, щоб інсценувати неозброєну крадіжку творів мистецтва. Він написав сценарій пограбування на основі теми "троянського коня" і технічної несправності тепловізорів. МакТірнан також вважав, що матч з поло, який використовувався в оригіналі і був переписаний в новий сценарій, був банальним, і він хотів сцену, яка передавала б більше дії та азарту, а не тільки багатство. Він замінив перегони на катамаранах, в яких Броснан виконував власні трюки. Спочатку планувалася складна 30-сторінкова послідовність крадіжки фінальної картини, але МакТірнан вилучив її на користь простої містифікованої відповіді персонажа Деніса Лірі на питання про те, як її було викрадено.